# Zusenhofen
Zusenhofen ist ein Ortsteil der Großen Kreisstadt Oberkirch. Zu Zusenhofen gehören Teile des Weilers Müllen und die Schneckenmühle.

## Geographie

### Geographische Lage
Zusenhofen liegt am Ausgang des Renchtals. Durch Zusenhofen fließt der Stangenbach, im vom Ortsteil Bottenau kommenden Oberlauf Weidenbach genannt. Von der Rench besteht eine als Mühlbach bezeichnete Querverbindung zum Stangenbach.

### Abgegangene Ortschaften
Zwischen Zusenhofen und Nussbach lag laut einer Sage die untergegangene Stadt Wiesenbach.

## Geschichte
Zusenhofen wurde erstmals 1152 erwähnt und gehörte bis 1805 zur Landvogtei Ortenau.
Das Dorf war nachweislich seit 1364 Teil des Landgerichts Appenweier. Des Weiteren war es Teil der so genannten Hartwaldgenossenschaft. Die Hartwaldgenossenschaft war ein Zusammenschluss mehrerer Dörfer nahe dem Hartwald bei Durbach. Diese verwalteten gemeinsam den Wald, damit dort kein Raubbau betrieben wurde. Bereits 1447 war Zusenhofen Teil dieser Genossenschaft zusammen mit Appenweier, Erlach, Nesselried und Nussbach. Der Hartwald wurde 1805 unter den Gemeinden aufgeteilt und hatte bei der Auflösung eine Fläche von 1361 Jeuch und 354 Ruthen, dies entspricht etwa 4,9 km².
Im Jahre 1805 wurde Zusenhofen eine badische Gemeinde. Am 1. Januar 1974 wurde diese nach Oberkirch eingemeindet.

## Kultur und Sehenswürdigkeiten

### Kultur
In Zusenhofen gibt es mehrere Vereine, unter anderem den Musikverein "Harmonie" Zusenhofen, den Männergesangverein Fidelitas, den Harmonikaverein den VFR Zusenhofen und den Skiclub Zusenhofen.

#### Dorffest
Die Vereinsgemeinschaft Zusenhofen veranstaltet jedes Jahr das Dorffest in Zusenhofen. Der ursprüngliche Anlass hierfür war, dass die Vereine mit dem Fest die Renovierung der Rathausglocke unterstützten.

### Sehenswürdigkeiten

#### Das Rathaus
Das Rathaus und ehemalige Schulhaus liegt im Zentrum des Ortes. Auf dem Dach ist die Uhr mit der Rathausglocke, dem „Bimmelglöckchen“ angebracht.

#### Die Linde
Die Linde in Zusenhofen ist wahrscheinlich mehr als 500 Jahre alt und gehört zu den ältesten Dorflinden Baden-Württembergs. Ihr Stammumfang beträgt mehr als 5 Meter.

## Bildung, Wirtschaft und Infrastruktur

### Verkehr
Zusenhofen liegt an der Renchtalbahn und mehreren Buslinien. Des Weiteren liegt es an der B28.

### Gastgewerbe
In Zusenhofen gibt es mehrere Gasthäuser, darunter eines, das bereits 1779 namentlich erwähnt wird.

### Grundschule Zusenhofen
In Zusenhofen befindet sich eine Grundschule.